# Kibō no Tō
Die Kibō no Tō (jap. 希望の党, „Partei der Hoffnung“; eng. The Party of Hope) war eine politische Partei in Japan. Sie war im September 2017 von der Tokioter Gouverneurin Yuriko Koike als Alternative zur regierenden Liberaldemokratischen Partei gegründet worden, schloss sich jedoch im Mai 2018 angesichts sehr niedriger Umfragewerte fast vollständig mit der Demokratischen Fortschrittspartei zur Demokratischen Volkspartei zusammen; nur fünf Mitglieder entschieden sich für einen Verbleib in der Kibō no Tō. Ab Juni 2019 erfüllte sie nicht mehr die zur Anerkennung als politische Partei erforderlichen Bedingungen und wurde seitdem rechtlich als „politische Gruppierung“ eingestuft.

## Geschichte

### Vorgeschichte
Anschließend an den Erfolg der Regionalpartei Tomin First no Kai bei der Präfekturparlamentswahl in Tokio 2017 gründete am 13. Juli 2017 der Unterhausabgeordnete Masaru Wakasa (若狭勝 Wakasa Masaru) eine „politische Gruppierung“ namens „Nippon First no Kai“ (日本ファーストの会; etwa „Vereinigung Japan zuerst“) mit dem Ziel, der Tokioter Gouverneurin Yuriko Koike durch die Gründung einer nationalen Partei den Wiedereinzug ins Unterhaus zu ermöglichen. Dabei wurde Wakasa von mehreren Abgeordneten wie z. B. Gōshi Hosono oder Yoshimi Watanabe unterstützt, die zuvor aus ihren Parteien ausgetreten waren.
Am 25. September 2017 gründete Yuriko Koike selbst im Hinblick auf die Shūgiin-Wahl 2017 die „Kibō no Tō“ und ernannte sich zur Vorsitzenden. Bei der Wahl des Parteinamens griff sie auf das von ihr 2016 gegründete „Kibō no Juku“ (希望の塾, etwa „Schule der Hoffnung“) zurück, mit dem sie Kandidaten für die Präfekturparlamentswahl 2017 rekrutierte. Zum Zeitpunkt der Gründung hatte die Partei neun Abgeordnete als Mitglieder. Die Gründung kam sowohl für die Mitglieder der Nippon First no Kai als auch für die Presse überraschend, da Koike die Nippon-First-Mitglieder erst eine Stunde vor der Pressekonferenz von ihren Plänen informiert hatte. Zudem hatte Wakasa zuvor betont, dass Koike nicht als Vorsitzende der neuen Partei dienen werde. Darüber hinaus ist anzumerken, dass Koike ihre kurzfristig einberufene Pressekonferenz rund eine Stunde vor der von Premierminister Shinzō Abe erwarteten Konferenz zur Auflösung des Parlaments hielt. Am 27. September folgte eine weitere Pressekonferenz mit inzwischen 14 Mitgliedern, bei der die Grundsätze der Partei bekanntgegeben wurden.

### Shūgiin-Wahl 2017

Ursprüngliches Logo der Kibō no Tō

Am 28. September 2017 gab die Minshintō nach Absprache mit Koike bekannt, keine eigenen Kandidaten für die Wahl aufstellen zu wollen und versicherte ihren Mitgliedern, sie im Falle einer Kandidatur für die Kibō no Tō zu unterstützen. Sie hatte bereits eine Reihe von Abgeordneten an diese verloren. Zudem beschlossen Nippon Ishin no Kai und Kibō no Tō, in den Präfekturen Tokio (25 Mehrheitswahlsitze) und Osaka (19 Mehrheitswahlsitze) keine Kandidaten gegeneinander aufstellen zu wollen. Auch der bisher der Minshintō nahestehende Gewerkschaftsbund JTUC (日本労働組合総連合会 Nippon rōdō kumiai sō rengō-kai) gab bekannt, zukünftig die Kibō no Tō unterstützen zu wollen.
Nachdem Koike mehrfach darauf hingewiesen hatte, dass sie keinesfalls alle Anhänger der Minshintō aufnehmen und jeden Beitrittskandidaten auf seine politische Einstellung prüfen werde, gaben mehrere linksorientierte Minshintō-Mitglieder bekannt, nicht für die Koikes Partei kandidieren zu wollen. Dazu gehörten beispielsweise die ehemaligen Premierminister Naoto Kan und Yoshihiko Noda sowie der stellvertretende Vorsitzende der Minshintō, Yukio Edano. Folglich gründete Edano als Alternative zur Kibō no Tō die liberal ausgerichtete Konstitutionell-Demokratische Partei (kurz KDP, 立憲民主党 Rikken Minshutō). Die Kibō no Tō erklärte bezüglich des Auswahlverfahrens für Kandidaten, dass sie u. a. Personen, die in der Vergangenheit hohe Ämter in den Staatsorganen innehatten, nicht aufnehmen werde.
Trotz zunächst hoher Erwartungen der Öffentlichkeit an die Kibō no Tō konnte sie bei der Wahl lediglich 50 Sitze gewinnen und fiel damit deutlich hinter die LDP zurück und wurde nach der KDP drittstärkste Kraft. Sie verlor im Vergleich zur Zusammensetzung vor der Wahl sogar 7 Sitze. Koike sprach von einem „herben Ergebnis“ und einer „Niederlage“ und bat für ihre möglicherweise „unangenehmen Aussagen“ um Entschuldigung, womit sie wahrscheinlich auf das Auswahlverfahren der Minshintō-Mitglieder hinwies.

### Nach Koikes Rückzug
Am 10. November 2017 wurde der Unterhausabgeordnete Yūichirō Tamaki bei einer Versammlung aller Abgeordneten mit 39 von 53 Stimmen zum Ko-Vorsitzenden (kyōdō-daihyō) gewählt. Bei der Wahl traten er und Hiroshi Ōgushi an, wobei Tamaki als Befürworter einer Verfassungsänderung galt und damit zum Koike-Lager (小池派 Koike-ha) gehörte, während Ōgushi diese ablehnte und dem Anti-Koike-Lager (反小池派 Han-Koike-ha) zugerechnet wurde. Da Koike selbst keinen Sitz im Kokkai hatte, leitete Tamaki nun in seiner Position die parlamentarischen Aktivitäten der Partei.
Am 14. November 2017 trat Koike von ihrem Posten als Vorsitzende zurück und begründete diesen Schritt mit der „Übergabe der Parteiführung an den (neu eingerichteten) Vorstand“. Tamaki wurde folglich zum Vorsitzenden ernannt und damit das Amt des Ko-Vorsitzenden nach nur 4 Tagen abgeschafft.
Am 7. Mai 2018 schloss sich die Kibō no Tō mit der Demokratischen Fortschrittspartei (Minshintō) zur Demokratischen Volkspartei (DVP) zusammen, da ihre Umfragewerte zuvor in vielen Umfragen unter 1 % gelegen hatten. Mehrere rechtskonservative Mitglieder lehnten ein solches Vorgehen jedoch ab und entschieden deshalb, sich unter der Führung Shigefumi Matsuzawas abzuspalten und den Namen „Kibō no To“ weiterzuführen. Koike trat daraufhin endgültig aus der Partei aus und zog sich von der nationalen Politik zurück.
Im Januar 2019 schloss sich die Oberhaus-Fraktion der Kibō no Tō mit der der Nippon Ishin no Kai zusammen. Im gleichen Monat kündigte Generalsekretärin Kuniko Kōda an, bei der im Juli 2019 anstehenden Oberhauswahl nicht mehr zu kandidieren. Kyōko Nakayama erklärte im April ebenfalls ihren Rückzug. Nach der Oberhauswahl hätte die Kibō no Tō, vorausgesetzt der Parteivorsitzende Matsuzawa würde wiedergewählt, nur noch über drei Mitglieder verfügt. Aus diesem Grund verkündete Matsuzawa im Mai 2019, die Partei bis Juli 2019 mit der Nippon Ishin no Kai fusionieren zu wollen. Am 29. Mai 2019 traten Matsuzawa und Kōda jedoch zurück, da sie die übrigen Parteimitglieder nicht vom Zusammenschluss überzeugen konnten. Nariaki Nakayama übernahm den Parteivorsitz und Kazunori Inoue wurde Generalsekretär. Anfang Juni verließen Kōda und Matsuzawa die Partei, sodass diese mit 3 verbliebenen Abgeordneten die rechtliche Anerkennung als politische Partei verlor.
Nach der Oberhauswahl 2019 war die Kibō no Tō durch den Rückzug von Kyōko Nakayama mit nur noch zwei Abgeordneten im Parlament vertreten. Als sich Kazunori Inoue 2020 der DVP-Fraktion anschloss, erlosch die Kibō-Fraktion im Abgeordnetenhaus, wo Nariaki Nakayama als einziges Parteimitglied verblieb. Bei der Abgeordnetenhauswahl 2021 trat Nakayama und damit auch die Partei nicht mehr an und löste sich auf.

## Wahlprogramm 2017
Mit der Gründungsversammlung am 25. September 2017 waren die folgenden sechs Grundsätze bzw. Ziele beschlossen worden:
1. als aufgeschlossene konservative Partei die sozialen Spaltungen in der Welt und auch im eigenen Land abbauen;
2. ein Höchstmaß an Transparenz, welche das „Recht auf Wissen“ der Menschen respektiert und sich von der Interessengruppen-Politik („Shigami-Politik“) der Regierung unterscheidet;
3. Schutz der Freiheit und des Reichtums des Lebens des japanischen Volkes, welche die Grundlage dafür bildet, dass alle mit Hoffnung und Vitalität leben können;
4. eine auf dem Pazifismus basierende realistische Diplomatie und Sicherheitspolitik;
5. eine effiziente Nutzung der Steuern, eine optimale Nutzung privater Innovationen sowie Schaffung einer nachhaltigen Infrastruktur;
6. die Verwirklichung einer Gesellschaft, in der die Bürger ein vielfältiges Leben führen können, wo junge Menschen Hoffnung haben, ältere Menschen langlebig gesund sind und Frauen und Männer gleichermaßen aktiv sein können.

Mit Blick auf die Wahlen am 22. Oktober 2017 veröffentlichte die Partei am 6. Oktober ihr Wahlkampf-Manifest mit 9 Säulen und Wahlversprechen.
Dazu zählten folgende Schwerpunkte:
1. Einfrieren der für 2018 geplanten Mehrwert- bzw. Konsumsteuererhöhung von 8 % auf 10 %
2. Reduzierung der Abgeordneten-Mandate und der Diäten
3. Post-Abenomics-Wirtschaftspolitik (Yurinomics)
4. Stilllegung der Kernkraftwerke bis 2030
5. Verbesserung von Beschäftigung, Bildung und Sozialwesen
6. Verwirklichung einer Gesellschaft mit Vielfalt
7. Stärkung der regionalen Vitalität und Wettbewerbsfähigkeit
8. Verfassungsänderung (Artikel 9 u. a.)
9. Gründliches Krisenmanagement (mit Blick auf Nordkorea)

Ferner wurde ein sog. Wegweiser mit 12-Nullen für den Fall des Sieges angekündigt:
1. null Kernkraftwerke
2. null Vertuschungen der Regierung
3. null Spenden von Firmen und Organisationen
4. null Kinder, die auf eine öffentliche Kinderbetreuung warten
5. null Passivraucher
6. null überfüllte Züge
7. null Einschläferungen von Haustieren
8. null Nahrungsmittelverluste
9. null Schwarzwirtschaft
10. null Menschen mit Pollenallergie (Heuschnupfen)
11. null Fortbewegungsschwierigkeiten
12. null Strommaste.

## Wahlergebnisse

### National
| Jahr               | Unterhauswahlergebnisse | Unterhauswahlergebnisse | Unterhauswahlergebnisse | Unterhauswahlergebnisse | Unterhauswahlergebnisse | Unterhauswahlergebnisse | Oberhauswahlergebnisse | Oberhauswahlergebnisse | Oberhauswahlergebnisse | Oberhauswahlergebnisse | Oberhauswahlergebnisse | Oberhauswahlergebnisse | Oberhauszusammensetzung |
| Jahr               | Kandidaten              | Mehrheitswahl           | Mehrheitswahl           | Verhältniswahl          | Verhältniswahl          | Mandate gesamt          | Kandidaten             | Mehrheitswahl          | Mehrheitswahl          | Verhältniswahl         | Verhältniswahl         | Mandate gesamt         | Oberhauszusammensetzung |
| Jahr               | Kandidaten              | Stimmenanteil           | Mandate                 | Stimmenanteil           | Mandate                 | Mandate gesamt          | Kandidaten             | Stimmenanteil          | Mandate                | Stimmenanteil          | Mandate                | Mandate gesamt         | Oberhauszusammensetzung |
| ------------------ | ----------------------- | ----------------------- | ----------------------- | ----------------------- | ----------------------- | ----------------------- | ---------------------- | ---------------------- | ---------------------- | ---------------------- | ---------------------- | ---------------------- | ----------------------- |
| Bei Parteigründung | Bei Parteigründung      | Bei Parteigründung      | Bei Parteigründung      | Bei Parteigründung      | Bei Parteigründung      | 11/475                  |                        |                        |                        |                        |                        |                        | 3/242                   |
| 2017               | 235                     | 20,6 %                  | 18                      | 17,4 %                  | 32                      | 50/465                  |                        |                        |                        |                        |                        |                        |                         |

## Abgeordnete im Nationalparlament
- Unterhaus
  - Nariaki Nakayama (PR Kyūshū, 7. Amtszeit; vorher LDP→Taiyō→Nippon Ishin→Kokoro)
  - Kazunori Inoue (PR Kinki, 1. Amtszeit)